# Azmut
Azmut, en arabe : عزموط, est un village du gouvernorat de Naplouse en Palestine,  situé à 4,6 km à l'est de Naplouse, au centre de la Cisjordanie.
Selon le recensement du bureau central palestinien des statistiques, la localité compte une population de 3 440 habitants en 2017.